# Bærum Sportsklubb 2015
Questa voce raccoglie le informazioni riguardanti il Bærum Sportsklubb nelle competizioni ufficiali della stagione 2015.

## Stagione
Al termine del campionato 2014, l'allenatore Morten Tandberg ha lasciato la squadra. Il 5 dicembre 2014, Roar Johansen è stato nominato nuovo allenatore, legandosi con un contratto biennale con opzione per il terzo anno: avrebbe iniziato a guidare la nuova squadra a partire dal 1º gennaio 2015.
Il Bærum ha chiuso la stagione al 15º posto finale, retrocedendo così in 2. divisjon. L'avventura nel Norgesmesterskapet 2015 è invece terminata al terzo turno, con l'eliminazione per mano del Kristiansund. I calciatori più utilizzati in stagione sono stati Riki Alba e Grzegorz Flasza, entrambi a quota 30 presenze tra campionato e coppa. Alba è stato anche il miglior marcatore stagionale con 12 reti, di cui 9 in campionato.

## Maglie e sponsor
Lo sponsor tecnico per la stagione 2015 è stato Adidas, mentre Kredinor è stato lo sponsor ufficiale. La divisa casalinga era composta da una maglietta gialla con rifiniture nere, pantaloncini neri con rifiniture gialle e calzettoni neri.
| Casa | Trasferta |

## Rosa
| N. |                        | Ruolo | Calciatore         |
| -- | ---------------------- | ----- | ------------------ |
| 1  | Francia (bandiera)     | P     | Kris Devaux        |
| 2  | Norvegia (bandiera)    | D     | Sebastian Troupe   |
| 3  | Norvegia (bandiera)    | D     | Mounir El Masrouri |
| 4  | Svezia (bandiera)      | D     | Mattias Pedersen   |
| 5  | Norvegia (bandiera)    | D     | Jan Aubert         |
| 6  | Norvegia (bandiera)    | D     | Babs Akinyemi      |
| 7  | Norvegia (bandiera)    | A     | Emmanuel Amarh     |
| 8  | Norvegia (bandiera)    | C     | Morten Giæver      |
| 9  | Norvegia (bandiera)    | A     | Rasmus Isegran     |
| 10 | Norvegia (bandiera)    | C     | Moussa Njie        |
| 10 | Montenegro (bandiera)  | C     | Vasko Kalezić      |
| 11 | Norvegia (bandiera)    | A     | Riki Alba          |
| 14 | Stati Uniti (bandiera) | C     | Bobby Warshaw      |
| 15 | Norvegia (bandiera)    | C     | Simen Juklerød     |
| 16 | Norvegia (bandiera)    | D     | Hugues Wembangomo  |

| N. |                     | Ruolo | Calciatore          |
| -- | ------------------- | ----- | ------------------- |
| 18 | Norvegia (bandiera) | D     | Mats Walberg        |
| 19 | Senegal (bandiera)  | C     | Bocar Seck          |
| 20 | Canada (bandiera)   | C     | Ethan Gage          |
| 21 | Norvegia (bandiera) | C     | Kristoffer Tollås   |
| 23 | Norvegia (bandiera) | A     | Monir Benmoussa     |
| 24 | Norvegia (bandiera) | D     | Nikolai Takle Hagen |
| 27 | Norvegia (bandiera) | C     | Tin Hoang           |
| 28 | Norvegia (bandiera) | C     | Lamin Jaiteh        |
| 31 | Norvegia (bandiera) | A     | Aleksander Walstad  |
| 32 | Norvegia (bandiera) | C     | Mads Fredrik Hasle  |
| 33 | Norvegia (bandiera) | D     | Anders Nedrebø      |
| 34 | Norvegia (bandiera) | P     | Joakim Bødtker      |
| 35 | Norvegia (bandiera) | C     | Frederik Lindqvist  |
| 37 | Norvegia (bandiera) | A     | Andreas Aalbu       |
| 88 | Polonia (bandiera)  | P     | Grzegorz Flasza     |

## Calciomercato

### Sessione invernale(dal 01/01 al 31/03)
| Arrivi | Arrivi         | Arrivi       | Arrivi     |
| R.     | Nome           | da           | Modalità   |
| ------ | -------------- | ------------ | ---------- |
| P      | Kris Devaux    |              | svincolato |
| C      | Ethan Gage     |              | svincolato |
| C      | Morten Giæver  |              | svincolato |
| C      | Vasko Kalezić  | Hønefoss     | prestito   |
| A      | Riki Alba      | Vålerenga    | prestito   |
| A      | Rasmus Isegran | Sprint-Jeløy | definitivo |

| Partenze | Partenze        | Partenze        | Partenze      |
| R.       | Nome            | a               | Modalità      |
| -------- | --------------- | --------------- | ------------- |
| P        | Sofus Rasmussen |                 | svincolato    |
| C        | Daniel Berg     | Kristiansund BK | definitivo    |
| C        | Tokmac Nguen    | Strømsgodset    | fine prestito |
| C        | Lars Sandbu     |                 | svincolato    |
| C        | Ola Scheele Moe |                 | svincolato    |

### Sessione estiva(dal 22/07 al 18/08)
| Arrivi | Arrivi            | Arrivi    | Arrivi     |
| R.     | Nome              | da        | Modalità   |
| ------ | ----------------- | --------- | ---------- |
| D      | Hugues Wembangomo |           | svincolato |
| C      | Moussa Njie       | Vålerenga | definitivo |
| C      | Bocar Seck        | Diambars  | definitivo |

| Partenze | Partenze      | Partenze    | Partenze      |
| R.       | Nome          | a           | Modalità      |
| -------- | ------------- | ----------- | ------------- |
| D        | Mats Walberg  | Nest-Sotra  | prestito      |
| C        | Vasko Kalezić | Hønefoss    | fine prestito |
| C        | Bobby Warshaw | Hønefoss    | definitivo    |
| A        | Andreas Aalbu | Fredrikstad | prestito      |

## Risultati

### 1. divisjon

#### Girone di andata
| Arbitro: | Hauge |

|                                  |           |              |
| Shroot 34’ U. Flo 58’ Psyché 67’ | Marcatori | 83’ Pedersen |

| Arbitro: | Jonsson Trædal |

|            |           |              |
| Tollås 68’ | Marcatori | 34’ Vestvatn |

| Arbitro: | Gjermshus |

|                                    |           |               |
| Aasen 24’ Ramsland 46’ Schulze 76’ | Marcatori | 90’ Benmoussa |

| Arbitro: | Haugen |

|                                                      |           |  |
| Tollås 3’ (rig.) Nedrebø 26’ Benmoussa 57’ Aalbu 62’ | Marcatori |  |

| Arbitro: | Kristiansen Toppe |

|          |           |  |
| Alba 38’ | Marcatori |  |

| Ranheim 3 maggio 2015, ore 18:00 6ª giornata | Ranheim | 0 – 0 referto | Bærum | DnB Arena (522 spett.)\| Arbitro: \| Steen \| |
| Arbitro:                                     | Steen   |               |       |                                               |

| Arbitro: | Hauge |

|                                        |           |                                 |
| El Masrouri 35’ Alba 42’ Benmoussa 60’ | Marcatori | 56’ Stensland 69’ Raaen Sandmæl |

| Arbitro: | Eskås |

|                  |           |                       |
| Lie Skålevik 67’ | Marcatori | 61’ Juklerød 69’ Alba |

| Arbitro: | Lundby (Bøverbru) |

|                   |           |                                                              |
| Vevatne 8’ (aut.) | Marcatori | 13’ (aut.) El Masrouri 33’ Tveita 44’ H. Breimyr 50’ Holmvik |

| Arbitro: | Kristiansen Toppe |

|  |           |          |
|  | Marcatori | 77’ Alba |

| Arbitro: | Gjermshus |

|                                  |           |                       |
| Aalbu 21’ Giæver 74’ Walberg 88’ | Marcatori | 15’ Hagos 80’ Gravdal |

| Arbitro: | Gjermshus |

|                                       |           |                              |
| Berget Skjølsvik 29’ Eriksen 54’, 90’ | Marcatori | 41’ Tollås 53’ (rig.) Giæver |

| Arbitro: | Tennøy |

|                      |           |                                                 |
| Tollås 31’ Aalbu 63’ | Marcatori | 48’ Abenzoar 76’ Kjelsrud Johansen 77’ Shaswari |

| Arbitro: | Borgersen (Oslo) |

|           |           |              |
| Aalbu 73’ | Marcatori | 90’ Pedersen |

| Arbitro: | M. Smehus Kringstad |

|                                                      |           |  |
| Lind 26’, 62’ Hagen 29’ Omoijuanfo 52’ Edvardsen 85’ | Marcatori |  |

#### Girone di ritorno
| Arbitro: | Ahlsen |

|  |           |                 |
|  | Marcatori | 89’ Reginiussen |

| Arbitro: | Borgersen (Oslo) |

|                                                               |           |                     |
| Moltu 21’ Ulland Andersen 66’ Dybdal Torset 68’ Myklebust 77’ | Marcatori | 17’ Tollås 73’ Njie |

| Arbitro: | Gjermshus |

|  |           |              |
|  | Marcatori | 57’ Ramsland |

| Arbitro: | Haugen |

|                                                  |           |           |
| Raaen Sandmæl 6’ Bye 44’ Stokke 49’ Nordberg 84’ | Marcatori | 43’ Aalbu |

| Arbitro: | Kristiansen Toppe |

|                        |           |                    |
| Akinyemi 65’ Bwamy 78’ | Marcatori | 9’ Njie 85’ Giæver |

| Arbitro: | Hauge |

|  |           |                                                |
|  | Marcatori | 30’, 62’ (rig.) Opseth 36’ Utvik 75’, 81’ Otoo |

| Arbitro: | Moen |

|                        |           |              |
| Beugré 36’ Ismajli 87’ | Marcatori | 5’, 55’ Alba |

| Sandvika 13 settembre 2015, ore 17:30 23ª giornata                 | Bærum     | 1 – 2 referto         | Kristiansund BK | Sandvika Stadion (623 spett.) |
| \| \| \| \| \| Aubert 82’ \| Marcatori \| 85’ Rødsand 90’ Bamba \| |           |                       |                 |                               |
|                                                                    |           |                       |                 |                               |
| Aubert 82’                                                         | Marcatori | 85’ Rødsand 90’ Bamba |                 |                               |

| Arbitro: | Saggi |

|                                                     |           |  |
| Herrem 13’, 55’, 62’ Leikvoll Moberg 45’ Lassen 74’ | Marcatori |  |

| Arbitro: | Gya |

|                                                       |           |                  |
| Alba 10’, 69’ Tollås 36’ El Masrouri 40’ Juklerød 71’ | Marcatori | 59’, 72’ Norheim |

| Arbitro: | Tennøy |

|                                                   |           |                                 |
| Nilsen 15’ Kjelsrud Johansen 50’ (rig.) Aalbu 90’ | Marcatori | 32’ Aubert 59’ Nedrebø 77’ Alba |

| Sandvika 11 ottobre 2015, ore 15:00 27ª giornata                 | Bærum     | 2 – 0 referto | Sandnes Ulf | Sandvika Stadion (641 spett.) |
| \| \| \| \| \| Giæver 25’ (rig.) Pedersen 64’ \| Marcatori \| \| |           |               |             |                               |
|                                                                  |           |               |             |                               |
| Giæver 25’ (rig.) Pedersen 64’                                   | Marcatori |               |             |                               |

| Arbitro: | Gya |

|                             |           |          |
| Lie Skålevik 11’ Haugen 90’ | Marcatori | 90’ Njie |

| Arbitro: | Moen |

|  |           |                                                  |
|  | Marcatori | 11’ (rig.), 77’ Omoijuanfo 67’ Jenssen 85’ Antwi |

| Arbitro: | Tennøy |

|                        |           |              |
| Khattab 11’ Bøgild 89’ | Marcatori | 56’ Juklerød |

### Norgesmesterskapet
| Arbitro: | Lindahl |

|  |           |                     |
|  | Marcatori | 84’ Aubert 85’ Alba |

| Arbitro: | Lindahl |

|              |           |                |
| Bellhcen 39’ | Marcatori | 66’, 117’ Alba |

| Arbitro: | Tennøy |

|  |           |            |
|  | Marcatori | 84’ Torske |

## Statistiche

### Statistiche di squadra
| Competizione       | Punti | In casa | In casa | In casa | In casa | In casa | In casa | In trasferta | In trasferta | In trasferta | In trasferta | In trasferta | In trasferta | Totale | Totale | Totale | Totale | Totale | Totale | DR  |
| Competizione       | Punti | G       | V       | N       | P       | Gf      | Gs      | G            | V            | N            | P            | Gf           | Gs           | G      | V      | N      | P      | Gf     | Gs     | DR  |
| ------------------ | ----- | ------- | ------- | ------- | ------- | ------- | ------- | ------------ | ------------ | ------------ | ------------ | ------------ | ------------ | ------ | ------ | ------ | ------ | ------ | ------ | --- |
| 1. divisjon        | 31    | 15      | 6       | 2       | 7       | 24      | 28      | 15           | 2            | 5            | 8            | 20           | 39           | 30     | 8      | 7      | 15     | 44     | 67     | -23 |
| Norgesmesterskapet | -     | 1       | 0       | 0       | 1       | 0       | 1       | 2            | 2            | 0            | 0            | 4            | 1            | 3      | 2      | 0      | 1      | 4      | 2      | +2  |
| Totale             | -     | 16      | 6       | 2       | 8       | 24      | 29      | 17           | 4            | 5            | 8            | 24           | 40           | 33     | 10     | 7      | 16     | 48     | 69     | -21 |

### Statistiche dei giocatori
| Giocatore            | 1. divisjon | 1. divisjon | 1. divisjon | 1. divisjon | Norgesmesterskapet | Norgesmesterskapet | Norgesmesterskapet | Norgesmesterskapet | Coppe europee | Coppe europee | Coppe europee | Coppe europee | Altre coppe | Altre coppe | Altre coppe | Altre coppe | Totale   | Totale | Totale      | Totale     |
| Giocatore            | Presenze    | Reti        | Ammonizioni | Espulsioni  | Presenze           | Reti               | Ammonizioni        | Espulsioni         | Presenze      | Reti          | Ammonizioni   | Espulsioni    | Presenze    | Reti        | Ammonizioni | Espulsioni  | Presenze | Reti   | Ammonizioni | Espulsioni |
| -------------------- | ----------- | ----------- | ----------- | ----------- | ------------------ | ------------------ | ------------------ | ------------------ | ------------- | ------------- | ------------- | ------------- | ----------- | ----------- | ----------- | ----------- | -------- | ------ | ----------- | ---------- |
| A. Aalbu             | 18          | 5           | 3           | 0           | 3                  | 0                  | 1                  | 0                  |               |               |               |               |             |             |             |             | 21       | 5      | 4           | 0          |
| B. Akinyemi          | 7           | 0           | 2           | 1           | 3                  | 0                  | 0                  | 0                  |               |               |               |               |             |             |             |             | 10       | 0      | 2           | 1          |
| R. Alba              | 27          | 9           | 3           | 0           | 3                  | 3                  | 0                  | 0                  |               |               |               |               |             |             |             |             | 30       | 12     | 3           | 0          |
| E. Amarh             | 25          | 0           | 1           | 0           | 3                  | 0                  | 0                  | 0                  |               |               |               |               |             |             |             |             | 28       | 0      | 1           | 0          |
| J. Aubert            | 25          | 2           | 2           | 0           | 3                  | 1                  | 0                  | 0                  |               |               |               |               |             |             |             |             | 28       | 3      | 2           | 0          |
| M. Benmoussa         | 9           | 3           | 2           | 0           | 2                  | 0                  | 0                  | 0                  |               |               |               |               |             |             |             |             | 11       | 3      | 2           | 0          |
| J. Bødtker           | 0           | -0          | 0           | 0           | 0                  | -0                 | 0                  | 0                  |               |               |               |               |             |             |             |             | 0        | 0      | 0           | 0          |
| K. Devaux            | 3           | -8          | 0           | 0           | 0                  | -0                 | 0                  | 0                  |               |               |               |               |             |             |             |             | 3        | -8     | 0           | 0          |
| M. El Masrouri       | 23          | 2           | 3           | 0           | 2                  | 0                  | 0                  | 0                  |               |               |               |               |             |             |             |             | 25       | 2      | 3           | 0          |
| G. Flasza            | 27          | -59         | 1           | 0           | 3                  | -2                 | 0                  | 0                  |               |               |               |               |             |             |             |             | 30       | -61    | 1           | 0          |
| E. Gage              | 10          | 0           | 0           | 0           | 1                  | 0                  | 0                  | 0                  |               |               |               |               |             |             |             |             | 11       | 0      | 0           | 0          |
| M. Giæver            | 24          | 4           | 2           | 0           | 2                  | 0                  | 0                  | 0                  |               |               |               |               |             |             |             |             | 26       | 4      | 2           | 0          |
| M. Hasle             | 0           | 0           | 0           | 0           | 0                  | 0                  | 0                  | 0                  |               |               |               |               |             |             |             |             | 0        | 0      | 0           | 0          |
| T. Hoang             | 0           | 0           | 0           | 0           | 0                  | 0                  | 0                  | 0                  |               |               |               |               |             |             |             |             | 0        | 0      | 0           | 0          |
| R. Isegran           | 22          | 0           | 1           | 0           | 1                  | 0                  | 1                  | 0                  |               |               |               |               |             |             |             |             | 23       | 0      | 2           | 0          |
| L. Jaiteh            | 6           | 0           | 0           | 0           | 1                  | 0                  | 0                  | 0                  |               |               |               |               |             |             |             |             | 7        | 0      | 0           | 0          |
| S. Juklerød          | 26          | 4           | 1           | 0           | 2                  | 0                  | 0                  | 0                  |               |               |               |               |             |             |             |             | 28       | 4      | 1           | 0          |
| V. Kalezić           | 10          | 0           | 0           | 0           | 3                  | 0                  | 0                  | 0                  |               |               |               |               |             |             |             |             | 13       | 0      | 0           | 0          |
| K. Kipperberg Tollås | 22          | 6           | 4           | 0           | 2                  | 0                  | 0                  | 0                  |               |               |               |               |             |             |             |             | 24       | 6      | 4           | 0          |
| F. Lindqvist         | 0           | 0           | 0           | 0           | 0                  | 0                  | 0                  | 0                  |               |               |               |               |             |             |             |             | 0        | 0      | 0           | 0          |
| A. Nedrebø           | 27          | 2           | 4           | 0           | 1                  | 0                  | 0                  | 0                  |               |               |               |               |             |             |             |             | 28       | 2      | 4           | 0          |
| M. Njie              | 15          | 3           | 1           | 0           | 3                  | 0                  | 0                  | 0                  |               |               |               |               |             |             |             |             | 18       | 3      | 1           | 0          |
| M. Pedersen          | 23          | 1           | 5           | 0           | 0                  | 0                  | 0                  | 0                  |               |               |               |               |             |             |             |             | 23       | 1      | 5           | 0          |
| B. Seck              | 9           | 0           | 6           | 0           | -                  | -                  | -                  | -                  |               |               |               |               |             |             |             |             | 9        | 0      | 6           | 0          |
| N. Takle Hagen       | 7           | 0           | 0           | 0           | 1                  | 0                  | 0                  | 0                  |               |               |               |               |             |             |             |             | 8        | 0      | 0           | 0          |
| S. Troupe            | 6           | 0           | 1           | 0           | 2                  | 0                  | 1                  | 0                  |               |               |               |               |             |             |             |             | 8        | 0      | 2           | 0          |
| M. Walberg           | 8           | 1           | 0           | 0           | 1                  | 0                  | 0                  | 0                  |               |               |               |               |             |             |             |             | 9        | 1      | 0           | 0          |
| A. Walstad           | 0           | 0           | 0           | 0           | 0                  | 0                  | 0                  | 0                  |               |               |               |               |             |             |             |             | 0        | 0      | 0           | 0          |
| B. Warshaw           | 18          | 1           | 0           | 0           | 2                  | 0                  | 1                  | 0                  |               |               |               |               |             |             |             |             | 20       | 1      | 1           | 0          |
| H. Wembangomo        | 12          | 0           | 3           | 0           | -                  | -                  | -                  | -                  |               |               |               |               |             |             |             |             | 12       | 0      | 3           | 0          |